# Президентські вибори в Казахстані 2011
Достроко́ві президе́нтські ви́бори у Казахста́ні 2011 відбулися 3 квітня 2011 року.

## Перебіг виборів
За повідомленням місцевої влади, під час голосування не зафіксовано серйозних порушень. У виборах брали участь 4 кандидати. До виборчого бюлетеня внесені прізвища чотирьох кандидатів — самого Н. Назарбаєва, секретаря ЦК Комуністичної народної партії Казахстану Жамбила Ахметбекова, керівника екологічного союзу Мелса Елеусизова і лідера Партії патріотів Гані Касимова. Явка виборців склала майже 90 відсотків. Згідно з даними ЦВК Казахстану, за Нурсултана Назарбаєва проголосували 95,55 відсотка виборців. Незалежні спосерігачі від ОБСЄ розкритикували ці вибори, як і всі попередні вибори у Казахстані.